# 奥利沃拉
奥利沃拉（義大利語：Olivola），是意大利亚历山德里亚省的一个市镇。总面积2.68平方公里，人口131人，人口密度48.9人/平方公里（2009年）。ISTAT代码为006118。